# San Carlos del Valle
San Carlos del Valle – gmina w Hiszpanii, w prowincji Ciudad Real, w Kastylii-La Mancha, o powierzchni 57,88 km². W 2011 roku gmina liczyła 1208 mieszkańców.

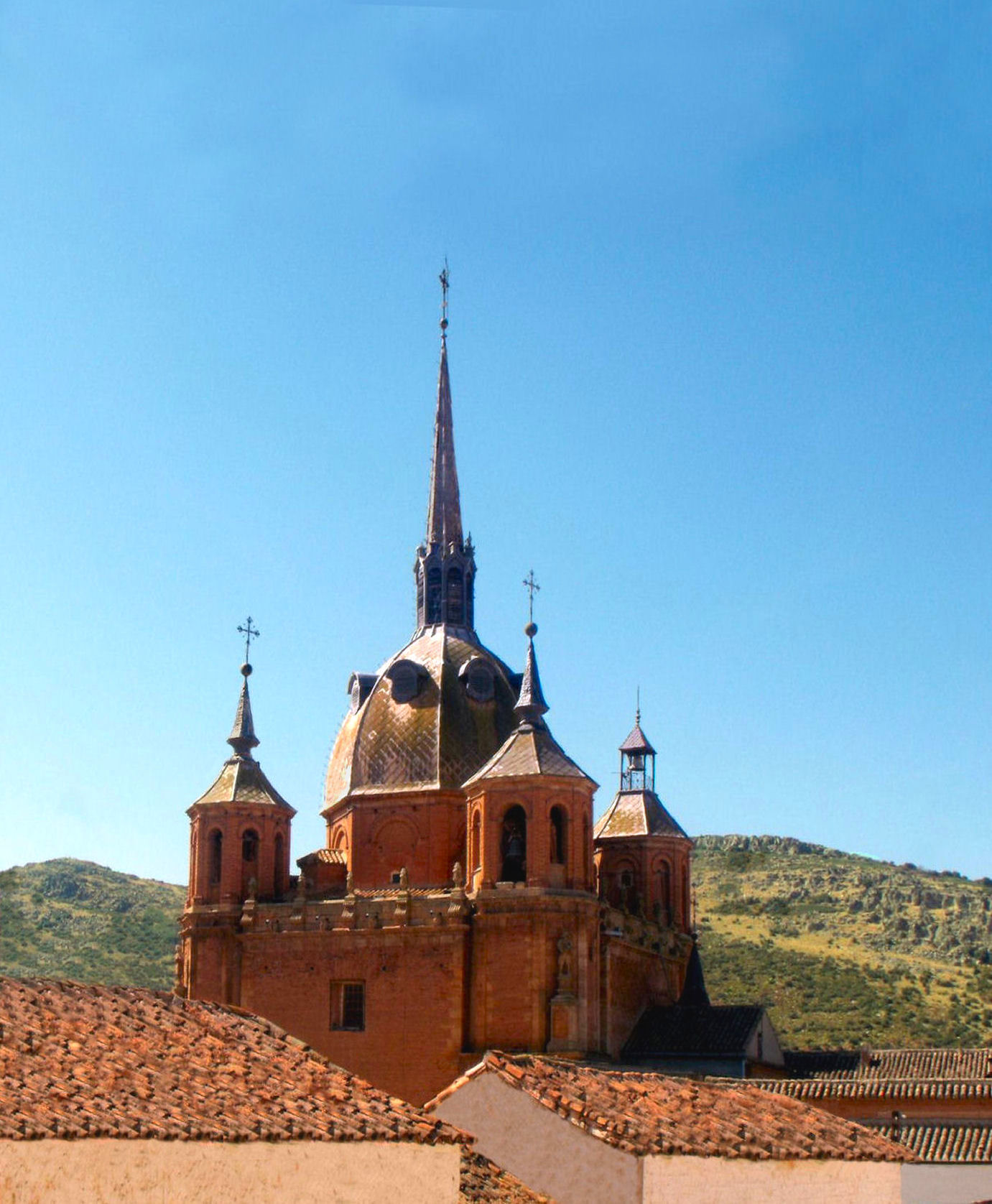
Kościół San Carlos del Valle, Hiszpania